# B.1.621
A linhagem B.1.621, também conhecida como VUI-21JUL-1, ou ainda variante Mu, é uma das variantes do SARS-CoV-2, do vírus que causa a COVID-19. Foi detectado pela primeira vez na Colômbia em janeiro de 2021 e foi designado pela OMS como uma variante de interesse em 30 de agosto de 2021. A OMS afirmou que a variante apresenta mutações que indicam risco de resistência às vacinas atuais e destacou que mais estudos são necessários para melhor compreendê-la. Surtos da variante Mu foram relatados na América do Sul e na Europa. A linhagem B.1.621 tem uma sub-linhagem, rotulada B.1.621.1 sob a nomenclatura PANGO, que já foi detectada em mais de 20 países em todo o mundo.
Sob o esquema de nomenclatura simplificado proposto pela Organização Mundial da Saúde, B.1.621 foi rotulado como "variante Mu" e foi considerado uma variante de interesse (VOI), mas ainda não é uma variante de preocupação.

## Classificação

### Nomeação
Em janeiro de 2021, a linhagem foi documentada pela primeira vez na Colômbia e foi nomeada como linhagem B.1.621.
Em 1º de julho de 2021, o Public Health England (PHE) nomeou a linhagem B.1.621 VUI-21JUL-1.
Em 30 de agosto de 2021, a Organização Mundial da Saúde (OMS) deu a ela o nome Mu da linhagem B.1.621.

### Mutações
O genoma Mu tem um número total de 21 mutações, incluindo 9 mutações de aminoácidos, todas no código de proteína Spike do vírus: T95I, Y144S, Y145N, R346K, E484K ou a mutação de escape, N501Y, D614G, P681H e D950N. Ele tem uma inserção de um aminoácido na posição 144/145 da proteína Spike, dando uma mutação total YY144-145TSN. Essa mutação é convencionalmente notada como Y144S e Y145N porque as inserções quebrariam muitas ferramentas de comparação. Ele também apresenta uma deleção de deslocamento de quadro de quatro nucleotídeos em ORF3a que gera um códon de parada de dois aminoácidos. A mutação é rotulada como V256I, N257Q e P258 *. A lista de mutações que definem são: S : T95I, Y144S, Y145N, R346K, E484K, N501Y, D614G, P681H e D950N; ORF1a : T1055A, T1538I, T3255I, Q3729R; ORF1b : P314L, P1342S; N: T205I, ORF3a: Q57H, V256I, N257Q, P258 *; ORF8 : T11K, P38S, S67F. Mutações em vírus não são novas. Todos os vírus, incluindo o SARS-CoV-2, sofrem alterações com o tempo. A maioria dessas mudanças é irrelevante, mas algumas podem alterar as propriedades para tornar esses vírus mais virulentos ou escapar do tratamento ou das vacinas.
Em 31 de agosto de 2021, a OMS divulgou uma atualização que afirmava que "a variante Mu tem uma constelação de mutações que indicam propriedades potenciais de escape imunológico", observando que estudos preliminares mostraram alguns sinais disso, mas que "isso precisa ser confirmado por mais estudos. "
Um desses estudos, conduzido em um laboratório em Roma testou a eficácia dos soros coletados de receptores da vacina BioNTech-Pfizer contra a variante Mu e descobriu que "a neutralização da linhagem SARS-CoV-2 B.1.621 foi robusta", embora em um nível mais baixo do que o observado contra a variante B.1.

## História

### Agosto de 2021
6 de agosto:
- A Reuters relatou que sete idosos vacinados em uma casa de repouso na cidade de Zaventem, na Bélgica, morreram após contrair a variante Mu.[12]

30 de agosto:
- O Japão confirmou seus dois primeiros casos da variante Mu. A variante foi detectada em uma mulher de 40 anos que chegou no dia 26 de junho dos Emirados Árabes Unidos. Outra mulher na casa dos 50 anos que chegou ao Japão em 5 de julho do Reino Unido também tinha a variante Mu. Ambos os pacientes eram assintomáticos.[13]

### Setembro de 2021
2 de setembro:
- O Centro de Controle Central de Epidemias (CECC) anunciou o primeiro caso de Taiwan com a variante Mu. A paciente é uma taiwanesa de 60 anos que voltou dos Estados Unidos e já recebeu 2 doses da vacina Pfizer. Ela havia recebido a primeira dose da vacina Pfizer nos Estados Unidos em 5 de julho e a segunda em 26 de julho. Quando ela retornou a Taiwan em 3 de agosto, ela não relatou nenhum sintoma, mas um teste administrado no aeroporto revelou que ela era positiva para COVID-19.[14]
- A Guatemala relatou seus primeiros dois casos da variante Mu em duas pacientes do sexo feminino, com idades entre 19 e 25 anos. Ambos os pacientes não tinham histórico de viagens e vacinação. Os pacientes residem no departamento central da Guatemala, onde está localizada a capital, Cidade da Guatemala.[15]

3 de setembro:
- A Grécia confirmou seus primeiros seis casos da variante Mu no país. Quatro deles são casos importados.[16]
- Hong Kong confirmou seus três primeiros casos da variante Mu. Dois dos pacientes - um homem de 19 anos e uma mulher de 22 anos haviam voado da Colômbia e foram confirmados para ter a variante Mu no início de junho, enquanto o outro, uma mulher de 26 anos, chegou dos Estados Unidos. Ela foi confirmada infectada em 24 de julho. Hong Kong também relatou quatro novos casos COVID-19 importados, todos envolvendo trabalhadores domésticos que chegaram das Filipinas.[17]
- A Coreia do Sul confirmou os primeiros casos da variante Mu no país. A Agência Coreana de Controle e Prevenção de Doenças (KDCA) disse que a variante foi confirmada em três casos importados do México, Estados Unidos e Colômbia.[18]

4 de setembro:
- De acordo com o Centro de Vigilância de Proteção à Saúde (HPSC), quatro casos da nova variante Mu COVID-19, descoberta pela primeira vez na Colômbia, foram identificados na Irlanda. Dois dos quatro casos estão associados à sub-linhagem da variante Mu.[19]
- O Ministro da Saúde do Peru, informou que o número de casos notificados da variante Mu do coronavírus no país aumentou para 86. O Peru registrou seu primeiro caso da variante Mu em 12 de maio de Moquegua. Desde então, o Instituto Nacional de Saúde (INS) notificou mais 2 casos em maio, 12 em junho, 37 em julho e 34 em agosto. Segundo o Ministério da Saúde do Peru (MINSA), a variante Mu está presente na Província Constitucional de Callao com 7 casos notificados e nas 14 regiões do país: Áncash com 2 casos, Arequipa com 3 casos, Ayacucho com um total de 2 casos, Cajamarca com um caso, Cusco com também um total de 1 caso, Huancavelica com também 1 caso relatado, Ica com pelo menos 4 casos, Lima com um total de 45 casos relatados, Madre de Dios com 10 casos, Moquegua com 3 casos, Piura com um caso, San Martin com também um caso relatado, Tacna com 1 caso também relatado e Tumbes com pelo menos 4 casos relatados.[20]

07 de setembro:
- As Ilhas Virgens dos EUA confirmaram a presença da variante Mu no país.[21][22]

8 de setembro:
- São Vicente e Granadinas confirmou a presença da variante Mu no país com cinco casos notificados, que foram detectados entre 9 de julho e 19 de agosto de 2021.[23]

9 de setembro:
- Vinte e seis casos da variante Mu foram confirmados na Jamaica a partir de um total de 92 amostras que foram enviadas para teste aos Centros de Controle de Doenças de Atlanta em 21 de agosto.[24][25][26]
- A Argentina confirmou a presença da variante Mu no país com um caso relatado. A paciente é uma mulher de 33 anos que recebeu anteriormente duas doses da vacina COVID-19. O paciente reside no departamento de San Martín, no norte da província de Salta. O paciente apresentou sintomas leves e não necessitou de internação.[27]

16 de setembro
- No Brasil, foi confirmado um caso da variante Mu na cidade do Rio de Janeiro pela rede Corona-Ômica, ligada ao Ministério da Ciência, Tecnologia e Inovação.[28]